# Перелесок (Белгородская область)
Перелесок — село в Красногвардейском районе Белгородской области. Входит в состав Палатовского сельского поселения.

## География
Село расположено недалеко от районного центра — Бирюча.
Часовой пояс
Село Перелесок как и вся Белгородская область, находится в часовой зоне МСК (московское время). Смещение применяемого времени относительно UTC составляет +3:00.

## Население
| 2002 | 2010 |
| ---- | ---- |
| 265  | ↘225 |